# Çukurova
Çukurova (en turc es pronuncia Txukurova) és el nom modern de l'antiga regió de Cilícia o més concretament, de la planura de Cilícia ("Cilicia Pedia") al sud de l'actual Turquia. La regió està dividida en les modernes províncies d'Adana, Osmaniye i Mersin.
La planura de Çukurova és el lloc on tenen lloc novel·les de Yaşar Kemal que posen en escena temporers agrícoles que venen a treballar-hi col·lectivament.
Als segles xvii i xviii l'Imperi Otomà va dur a terme una política de sedentarització forçosa de les tribus nòmades turcmanes i yörüks en aquesta regió.